# Heerenveen
Heerenveen (v západofríštině It Hearrenfean) je obec a město v severonizozemské provincii Frísko. Obec se skládá ze samotného města Heerenveen, což je největší a hlavní sídlo obce s přibližně 30 000 obyvateli, a z dalších 15 vesnic s počtem obyvatel mezi 150 a 1500. Celkově tak v obci žije přibližně 43 000 lidí na ploše 140,15 km².
Město Heerenveen bylo založeno v roce 1551 třemi hrabaty jako sídlo, kde se měla získávat rašelina využitelná jako palivo. Od původu města je odvozeno jeho samotné jméno („heer“ znamená pán nebo hrabě, „veen“ označuje rašelinu).
Nachází se zde tiskárna biblí Royal Jongbloed B.V.
V současnosti je město známé i díky sportu, působí zde například fotbalový klub SC Heerenveen, účastník nejvyšší nizozemské fotbalové soutěže Eredivisie. V Heerenveenu byl v roce 1986 otevřen rychlobruslařský stadion Thialf, ve kterém se pravidelně pořádají závody světového poháru.